# SuperVia
SuperVia ist der Name einer brasilianischen Bahngesellschaft, die als Konsortium am 1. November 1998 die Lizenz (25 Jahre) für den Betrieb von Personenzügen im Großraum des brasilianischen Bundesstaates Rio de Janeiro erhielt. Supervia transportiert heute etwa 9 Millionen Passagiere im Monat, das sind ca. 300.000 Passiere pro Tag. Die Strecken haben 89 Bahnhöfe, die auf die Metropolregion Rio de Janeiro verteilt sind. Es gibt Anzeichen dafür, dass diese Kapazität in den nächsten Jahren noch erweitert wird. Auch gibt es Bereiche, in denen Omnibusse eingesetzt werden.

## Geschichte

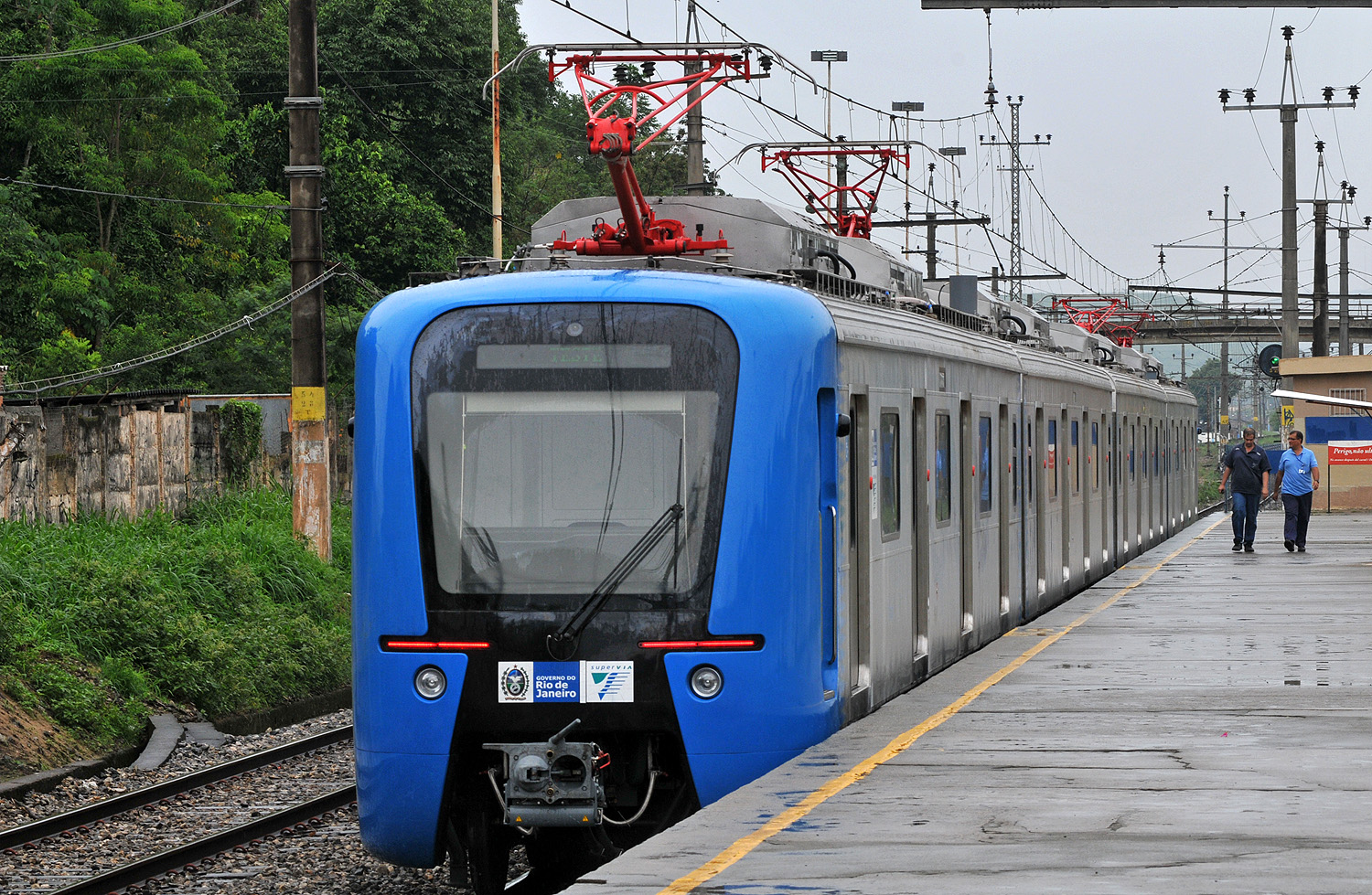
Chinesischer SuperVia-Zug der Baureihe 3000

Noch im Jahr 1994 transportierte das damals staatliche System von Reisezügen im Vorortverkehr von Rio de Janeiro eine Million Menschen täglich. Allerdings wurde das System immer schlechter gewartet und die privaten Busunternehmer übernahmen eine große Anzahl der Passagiere im Personennahverkehr. In dieser Krisensituation gab es eine Reihe von Unfällen (z. B. durch marodes Rollmaterial) und die Pünktlichkeit und Zuverlässigkeit der Linien nahm immer mehr ab. Die Situation hatte zur Folge, dass 1996 nur noch 145.000 Passagiere pro Tag das Verkehrsmittel der Vorortzuglinien nutzten. Dies war der absolute Tiefpunkt im öffentlichen Nahverkehr von Rio de Janeiro.
Durch politische Maßnahmen wurde der Betrieb von vormals der Companhia Brasileira de Trens Urbanos auf den Staat Rio de Janeiro übertragen. Verschiedene Investitionen, auch mit Geldern der Weltbank, wurden getätigt, um die Strecken zu sanieren. Im Jahr 1998 wurde der Betrieb der Strecken für die Privatisierung ausgeschrieben und in einer Versteigerung an das Konsortium SuperVia für 280 Millionen US-Dollar vergeben. Davon wurden 30 Millionen an den Staat bezahlt und 250 Millionen für das Streckennetz investiert. Seitdem erhielt SuperVia keine staatlichen Zuschüsse mehr. Die Bahngesellschaft trägt sich selbst.
Die Verbesserung der Verkehrssituation durch die direkten Investitionen führte zu einer starken Zunahme der transportierten Passagiere auf allen Strecken. Innerhalb von zwei Jahren verdoppelten sich die Passagierzahlen. Die Vorortzüge erhielten somit erneut eine große Bedeutung im Nahverkehr des Großraums von Rio de Janeiro. Reklamationen der Passagiere betreffen heute hauptsächlich die übervollen Züge zu den Hauptverkehrszeiten, die überhöhten Fahrpreise und die regelmäßig auftretenden Verspätungen.
Durch die Ausrüstung des 223 km langen Netzes mit ETCS Level 1 sollen die Zugfolgezeiten bei gleicher Sicherheit auf drei Minuten halbiert werden. Der Auftrag wurde 2011 an Bombardier vergeben. Die Betriebsaufnahme war, gestaffelt, zwischen November 2012 und Juli 2013 geplant. Es ist der erste Einsatz von ETCS in Südamerika.

## Das Streckennetz der SuperVia

Liniennetz der SuperVia

ÖPNV-Netz mit den SuperVia-Strecken (Grün)

| Linie              | Endstationen                                 | Streckenlänge                                | Stationen | Reisedauer | Betriebszeiten                                                                                      |
| Deodoro            | Central do Brasil ↔ Deodoro                  | 22,05 km                                     | 19        | 38 min.    | werktags: 04:20 – 23:20 Uhr                                                                         |
| Santa Cruz         | Central do Brasil ↔ Santa Cruz               | 54,75 km                                     | 23        | 77 min.    | werktags: 03:30 – 22:15, samstags: 04:30 – 19:30, sonn-/feiertags: 05:00 – 19:30 Uhr                |
| Japeri             | Central do Brasil ↔ Japeri                   | 61,75 km                                     | 19        | 81 min.    | werktags: 03:30 – 00:25, samstags: 04:30 – 21:45, sonn-/feiertags: 05:10 – 21:45 Uhr                |
| Paracambi          | Japeri ↔ Paracambi                           | 8,26 km                                      | 4         | 15 min.    | werktags: 03:30 – 23:20, samstags: 04:00 – 20:20, sonntags: 04:40 – 21:20, feiertags: 05:10 – 20:20 |
| Belford Roxo       | Central do Brasil ↔ Belford Roxo             | 27,70 km                                     | 18        | 53 min.    | werktags: 04:00 – 22:00, samstags: 05:30 – 21:00, sonntags: 05:40 – 14:25, feiertags: 06:00 – 19:00 |
| Saracuruna         | Central do Brasil ↔ Saracuruna               | 34,02 km                                     | 18        | 59 min.    | werktags: 04:00 – 23:30, samstags: 05:00 – 20:00, sonntags: 05:30 – 20:00, feiertags: 05:30 – 18:30 |
| Vila Inhomirim     | Saracuruna ↔ Vila Inhomirim                  | 15,35 km                                     | 8         | 47 min.    | werktags: 04:00 – 21:30, samstags: 05:00 – 19:00, sonntags: 05:30 – 19:00, feiertags: 05:30 – 18:20 |
| Ilha do Governador | Bonsucesso ↔ Ilha do Governador (in Planung) | Bonsucesso ↔ Ilha do Governador (in Planung) | 5         |            | |

### Spezielle Linien (Direktzüge)
| Linie             | Endstationen                     | Zugtyp       | Stationen | Reisezeit |
| Campo Grande      | Central do Brasil ↔ Campo Grande | Parador      | 29        | 68 min.   |
| Bangu             | Central do Brasil ↔ Bangu        | Parador      | 25        | 56 min.   |
| Engenho de Dentro | Engenho de Dentro ↔ Japeri       | Semi-Direito | 17        | 64 min.   |
| Queimados         | Central do Brasil ↔ Queimados    | Semi-Direito | 17        | 66 min.   |
| Nova Iguaçu       | Central do Brasil ↔ Nova Iguaçu  | Semi-Direito | 14        | 51 min.   |
| Nilópolis         | Central do Brasil ↔ Nilópolis    | Semi-Direito | 10        | 40 min.   |
| Belford Roxo      | Central do Brasil ↔ Belford Roxo | Expresso     | 9         | 46 min.   |
| Gramacho          | Central do Brasil ↔ Gramacho     | Parador      | 15        | 44 min.   |

## Fahrpreise
Der Einheitspreis für alle Fahrten mit der SuperVia beträgt 3,70 R$, unabhängig von der Länge der Fahrt. Es gibt auch Verbundfahrscheine, im Singular eine sogenannte cartão integração, die es erlauben Reisen mit Bus und Untergrundbahn (Metrô) zu kombinieren. Diese unterliegen Beschränkungen, was die Gesamtfahrzeit anbelangt, und haben unterschiedliche Preise, je nachdem, an welchem Ende man andere Verkehrsmittel verwenden möchte. Im Zentrum beträgt der Preis, beispielsweise der Kombinationspreis mit Bussen, 6,60 R$. Der Kombinationspreis mit der Metrô beträgt 6,50 R$. In Außenbezirken beträgt der integrierte Fahrpreis 6,50 R$. Fahrpreise unterliegen Veränderungen und sind hier auf dem Stand von 2016 angegeben.